# Winnis
Winnis ist ein Weiler von Beuren, einem Ortsteil der Stadt Isny im Allgäu im baden-württembergischen Landkreis Ravensburg.

## Geografie
Der Ort liegt auf freier Flur, etwa 2 km nordwestlich von Beuren. Knapp 700 m südlich befindet sich der Badsee. Im Nordosten beginnt ein größeres Waldgebiet.

## Geschichte
Winnis wurde erstmals urkundlich im Jahr 1350 mit dem Flurnamen im wuenes erwähnt. Die Besitzungen zu dieser Zeit im Ort waren Fallehengüter des Klosters Isny. Im Jahr 1762 fand die Vereinödung Winnis' statt. 1821 erfolgte die Umpfarrung des Orts von Engerazhofen nach Beuren.